# Šipanska Luka
Šipanska Luka (en italien : Porto Gippana), situé sur l'île de Šipan, est un village qui est actuellement une division administrative de la ville croate de Dubrovnik (anciennement République de Raguse), dans le comitat de Dubrovnik-Neretva.
La localité comptait 237 habitants en 2001.